# Dusona myrtilla
Dusona myrtilla là một loài tò vò trong họ Ichneumonidae.